# Albådan, Malax
Albådan är öar i Finland. De ligger i Norra kvarken och i kommunen Malax i landskapet Österbotten, i den västra delen av landet. Öarna ligger omkring 15 kilometer sydväst om Vasa och omkring 370 kilometer nordväst om Helsingfors. 
Arean för den av öarna koordinaterna pekar på är 1,5 hektar och dess största längd är 260 meter i nord-sydlig riktning.
Runt Albådan är det glesbefolkat, med 11 invånare per kvadratkilometer. Närmaste större samhälle är Vasa, 14,6 km nordost om Albådan.